# هری پاتر و جام آتش (بازی ویدئویی)
هری پاتر و جام آتش (به انگلیسی: Harry Potter and the Goblet of Fire) چهارمین بازی از سری بازی‌های هری پاتر است که توسط استودیوی الکترونیک آرتز در پادشاهی متحده ساخته و در ۱ نوامبر ۲۰۰۵ همزمان با انتشار فیلم هری پاتر و جام آتش منتشر شد.

## شخصیت‌ها
سه شخصیت مهم این بازی، مانند فیلم سینمایی آن، — (هری پاتر٬هرمیون گرینجر و رون ویزلی — هستند.

### قابل بازی
- هری پاتر ۱۴ سال دارد و در مسابقه سه جادوگر شرکت کرده‌است.
- هرمیون گرینجر
- رون ویزلی

### غیر قابل بازی
- آرتور ویزلی پدر رون
- مودی چشم گنده استاد دفاع در برابر جادوی سیاه
- روبیوس هاگرید استاد درس مراقبت از موجودات جادویی
- سدریک دیگوری رقیب هری در مسابقه
- فلور دلاکور رقیب هری در مسابقه از مدرسه بوباتون
- ویکتور کرام رقیب هری در مسابقه از مدرسه دورمشترانگ و قهرمان کوییدیچ
- لرد ولدمورت شخصیت اول منفی بازی که در مرحله آخر به عنوان غول آخر باید از آن رد شوید.

## داستان
هری پاتر در سال چهارم مدرسه علوم و فنون جادوگری هاگوارتز است و باید بر خلاف خواسته‌اش در مسابقه‌ای موسوم به «سه جادوگر»، شرکت کند. در پایان این مسابقه، هری، بازگشت لرد ولدمورت را می بیند و دوستش سدریک دیگوری کشته می‌شود.

## جادوها
- وینگاردیوم لویسا
- کنفندو
- ونتوس
- الهمور
- ریپارو
- آگومانتی
- وردمیلیوس
- گلاسیوس
- اینسیندیو
- اربیس
- اکسیو

## موارد ویژه
این بازی اولین بازی از سری بازی‌های هری پاتر است که می‌توان آن را به‌صورت چندنفره هم بازی کرد.